# Mikołaj i Aleksandra
Mikołaj i Aleksandra – brytyjski film historyczny z 1971 roku na podstawie książki Roberta Massie, która przedstawia losy Mikołaja II i jego rodziny.

## Główne role
- Michael Jayston – Mikołaj II Romanow
- Janet Suzman – Aleksandra
- Roderic Noble – Aleksy
- Ania Marson – Olga Romanowa
- Lynne Frederick – Tatiana Romanowa
- Candace Glendenning – Maria Romanowa
- Fiona Fullerton – Anastazja Nikołajewna Romanowa
- Harry Andrews – Wielki Książę Mikołaj
- Irene Worth – Maria Fiodorowna
- Tom Baker – Grigorij Rasputin
- Jack Hawkins – Hrabia Fredericks
- Timothy West – Dr Botkin
- Katherine Schofield – Teglewa
- Jean-Claude Drouot – Gilliard
- John Hallam – Nagorny
- Guy Rolfe – Dr Fedorow
- John Wood – Pułkownik Kobyliński
- Laurence Olivier – Hrabia Witte
- Eric Porter – Stołypin

## Nagrody i nominacje
Oscary za rok 1971
- Najlepsza scenografia i dekoracje wnętrz – John Box, Ernest Archer, Jack Maxsted, Gil Parrondo, Vernon Dixon
- Najlepsze kostiumy – Yvonne Blake, Antonio Castillo
- Najlepszy film – Sam Spiegel (nominacja)
- Najlepsza aktorka – Janet Suzman (nominacja)
- Najlepsze zdjęcia – Freddie Young (nominacja)
- Najlepsza muzyka oryginalna w dramacie – Richard Rodney Bennett (nominacja)

Złote Globy 1971
- Najlepszy aktor drugoplanowy – Tom Baker (nominacja)
- Najbardziej obiecująca nowa aktorka – Janet Suzman (nominacja)
- Najbardziej obiecujący nowy aktor – Tom Baker (nominacja)

Nagrody BAFTA 1971
- Najlepsza scenografia – John Box (nominacja)
- Najlepsze kostiumy – Yvonne Blake, Antonio Castillo (nominacja)
- Najbardziej obiecujący pierwszoplanowy debiut aktorski – Janet Suzman (nominacja)